# David Marshall Grant
David Marshall Grant (* 21. Juni 1955 in Westport, Connecticut) ist ein US-amerikanischer Schauspieler.

## Karriere
Sein Filmdebüt gibt er neben Debra Winger, Jean Rochefort und Marie-France Pisier in der Hauptrolle des Alex in der deutsch-amerikanischen Co-Produktion French Postcards (Wer geht denn noch zur Uni?). Danach Hauptrollen in Dramen wie The End of August (1982) sowie als Sonny neben Matt Dillon in Chicago Blues (1987). Im TV unter anderem als Willard „Diggers“ Barnes in Dallas: Wie alles begann, als Robert F. Kennedy neben James Woods in Citizen Cohn sowie als Jake neben Claude Jade in Was der Maler sah, einem TV-Film aus der Mystery-Serie Der Hitchhiker. Zu einer seiner besten TV-Rollen zählt 1993 der Dennis neben Matthew Modine, Nathalie Baye, Anjelica Huston und Richard Gere im AIDS-Drama … und das Leben geht weiter von Roger Spottiswoode. 2006 spielt er Anne Hathaways Vater in Der Teufel trägt Prada.
In den 1990er und 2000er Jahren vor allem Gastrollen in Serien wie Die besten Jahre, Chicago Hope, Law & Order, Alias – Die Agentin, CSI: Miami und Numb3rs.

## Filmografie (Auswahl)
- 1979: Wer geht denn noch zur Uni? (French Postcards)
- 1985: Die Sieger – American Flyers (American Flyers)
- 1987: Chicago Blues
- 1988: BAT-21 – Mitten im Feuer (Bat*21)
- 1990: Air America
- 1991: Strictly Business
- 1992: Forever Young
- 1993: … und das Leben geht weiter
- 1997: Die Kammer
- 2004: Die Frauen von Stepford
- 2006: Der Teufel trägt Prada
- 2022: Spoiler Alert (Drehbuch)
- 2024: Death and Other Details (Fernsehserie)